# Adaldag
Adaldag (ur. ok. 900 roku, zm. 28 kwietnia 988 roku w Bremie) – arcybiskup Hamburga-Bremy w latach 937–988, kanclerz i doradca cesarza Ottona I.

## Życie
Adaldag prawdopodobnie pochodził z zamożnej rodziny saskiej, być może był krewnym królowej Matyldy, żony króla Niemiec Henryka I Ptasznika. Był uczniem biskupa Adalwarda z Verden. Jako kanonik z Hildesheim został pisarzem królewskim, a w 936/7 roku jest potwierdzony jako kanclerz królewski. W 937 roku otrzymał od Ottona I nominację na arcybiskupa Hamburga-Bremy, był też bliskim doradcą późniejszego cesarza (przede wszystkim w sprawach kościelno-politycznych). M.in. uczestniczył w drugiej wyprawie włoskiej Ottona (w latach 961–965), gdzie był świadkiem jego koronacji cesarskiej. Zaufanie cesarza do arcybiskupa objawiło się też poprzez powierzenie mu wówczas w opiekę zdetronizowanego papieża Benedykta V (Adaldag zabrał go ze sobą do Hamburga, gdzie ten służył jako diakon i zmarł). Adaldag współpracował też z następcami Ottona I: Ottonem II i Ottonem III.
Dbał o rozwój swej diecezji (także korzystając ze swych bliskich stosunków z władcami Niemiec): zapewnił uznanie jej jako ośrodka misji ewangelizacyjnych na terenie Skandynawii, a w 947/8 roku ustanowił trzy pierwsze biskupstwa podległe swojemu arcybiskupstwu, na terenach Jutlandii i Szlezwiku (w Szlezwiku, Ripen i Århus). Zdołał także dzięki temu odeprzeć zakusy arcybiskupów Kolonii, chcących podporządkować sobie na powrót Bremę, a argumentujących swoje roszczenia brakiem sufraganii Bremy. Z kolei w 968 roku podporządkował sobie biskupstwo w Oldenburgu w Holsztynie (na terenach słowiańskich Wagrów). Brał też udział w próbie organizacji misji na Ruś, w 959 roku wyświęcając biskupa misyjnego Libutiusa, wysyłanego do Kijowa. Od władców Niemiec otrzymał liczne przywileje, które stanowiły zręby pozycji ekonomicznej i politycznej arcybiskupów w północnych Niemczech. Zakładał klasztory, szkołę w Hamburgu i szpital w Bremie. W 983 roku reakcja pogańska przerwała misje wśród Duńczyków i Słowian, a Hamburg został wówczas zniszczony przez Obodrytów.